# Kristallgrottan

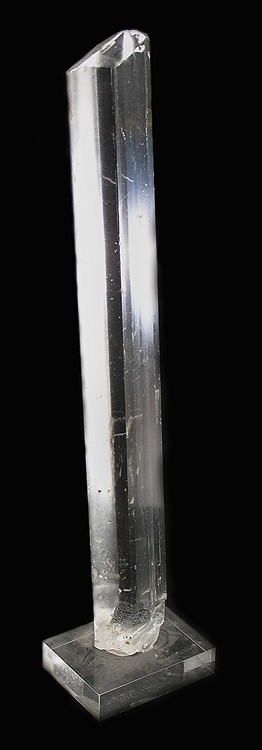
Selenit"svärd", 22,6×2,6×1,6 cm. En liten version av jättekristallerna.

Kristallgrottan (spanska: Cueva de los Cristales) är en grotta i förbindelse med Naicagruvan i Chihuahua, Mexiko. Grottan innehåller gigantiska selenitkristaller, några av de största naturliga kristaller man har funnit. Grottans hittills största kristall är 11 meter lång, 4 meter i diameter och väger 55 ton. Grottan är extremt het med temperaturer upp till 58 °Coch 90 till 99 procents luftfuktighet. På grund av detta är grottan relativt outforskad. Utan lämplig skyddsutrustning klarar människor inte mer än 10 minuters exponering åt gången.